# Aaron Gate
Aaron Gate   (Auckland, 26 de novembre de 1990) és un ciclista de Nova Zelanda, professional des del 2013. Actualment corre a l'equip XDS Astana Team.
Combina el ciclisme en pista amb el de carretera. És en pista on ha aconseguit un palmarès més destacat, destacant una medalla de bronze en la prova de persecució per equips als de Jocs Olímpics de Londres. Formà equip amb Sam Bewley, Marc Ryan, Jesse Sergent i Westley Gough. També va disputar els Jocs de 2016 i 2020, on fou quart en la prova de persecució per equips. El 2013 es va proclamar Campió del món en Òmnium.

## Palmarès en ruta
- 2011
  - Vencedor d'una etapa del Tour of the Murray River
- 2012
  - Vencedor d'una etapa del Tour de Wellington
- 2016
  - 1r al Tour de Southland i vencedor d'una etapa
  - Vencedor d'una etapa de l'An Post Rás
- 2019
  - 1r a la New Zealand Cycle Classic i vencedor d'una etapa
  - Vencedor d'una etapa a la Belgrad-Banja Luka
- 2020
  -  Campió de Nova Zelanda de critèrium
  - 1r al Tour de Southland i vencedor de 3 etapes
  - Vencedor d'una etapa a la New Zealand Cycle Classic
- 2021
  -  Campió de Nova Zelanda en contrarellotge
  - 1r a la Gravel and Tar Classic
- 2022
  -  Campió d'Oceania de contrarellotge
  - 1r a la Volta a Grècia i vencedor d'una etapa
  - Vencedor d'una etapa a la Volta a Luxemburg
- 2023
  -  Campió de Nova Zelanda en contrarellotge
  - Vencedor d'una etapa a la Volta a Grècia
- 2024
  -  Campió de Nova Zelanda en ruta
  - 1r a la New Zealand Cycle Classic i vencedor de quatre etapes
  -  Campió d'Oceania de contrarellotge
- 2025
  - Vencedor d'una etapa al Tour de Hainan
  - 1r a la Boucles de la Mayenne i vencedor d'una etapa

### Resultats a la Volta a Espanya
- 2017. 140è de la classificació general

## Palmarès en pista
- 2011
  -  Campió d'Oceania en Persecució per equips, amb Jesse Sergent, Sam Bewley i Marc Ryan
- 2012
  -  Medalla de bronze als Jocs Olímpics del 2012 en persecució per equips, amb Jesse Sergent, Sam Bewley, Marc Ryan i Westley Gough
- 2013
  -  Campió del món en Òmnium
  -  Campió d'Oceania en Persecució per equips, amb Pieter Bulling, Dylan Kennett i Marc Ryan
- 2014
  -  Campió d'Oceania en Puntuació
- 2015
  -  Campió d'Oceania en Puntuació
  -  Campió d'Oceania en Persecució per equips, amb Hayden Roulston, Luke Mudgway i Nick Kergozou
- 2016
  -  Campió d'Oceania en Òmnium
- 2022
  -  Campió d'Oceania en persecució individual
  -  Campió d'Oceania en Puntuació
  -  Campió d'Oceania en Scratch
  -  Campió d'Oceania en Òmnium

### Resultats a laCopa del Món
- 2011-2012
  - 1r a Cali, en Persecució per equips